# Oren Amiel
Oren Amiel (Poria, Israel, 19 de diciembre de 1971) es un exjugador y entrenador israelí de baloncesto. Actualmente dirige al Brose Bamberg de la Basketball Bundesliga.

## Trayectoria como entrenador
Comenzó su carrera profesional jugando al baloncesto en la posición de base y formaría parte de la plantilla del Hapoel Galil Elion durante 5 temporadas, desde 1994 a 1999.
Tras retirarse como jugador formaría parte del cuerpo técnico del Maccabi Tel Aviv Basketball Club, durante la temporada 2007-2008.
En la temporada 2013-2014, sería asistente en el Hapoel Jerusalem B.C. de la Ligat Winner.
Desde 2015 a 2017, sería técnico asistente del CEZ Nymburk de la República Checa.
En 2017, se convierte en entrenador del CEZ Nymburk de la NBL, al que dirige durante cuatro temporadas con el que ganaría diversos títulos de NBL y Copa de República Checa.
En la temporada 2019-20, estuvo entre los candidatos al entrenador del Año de la Basketball Champions League hasta la suspensión del torneo por el covid 19.
El 24 de junio de 2021, Oren regresó a Israel y firmó un contrato de dos años con el Hapoel Jerusalem B.C. de la Ligat Winner.
El 29 de noviembre de 2021, firma por el Brose Bamberg de la Basketball Bundesliga, para sustituir a Johan Roijakkers.

## Clubs como jugador
- 1994-1999: Hapoel Galil Elion

## Clubs como entrenador
- 2007-2008: Maccabi Tel Aviv Basketball Club (Asistente)
- 2013–2014: Hapoel Jerusalem B.C. (Asistente)
- 2015–2017: CEZ Nymburk (Asistente)
- 2017-2021: CEZ Nymburk
- 2021: Hapoel Jerusalem B.C.
- 2021-Actualidad: Brose Bamberg